# Portret Karakalli

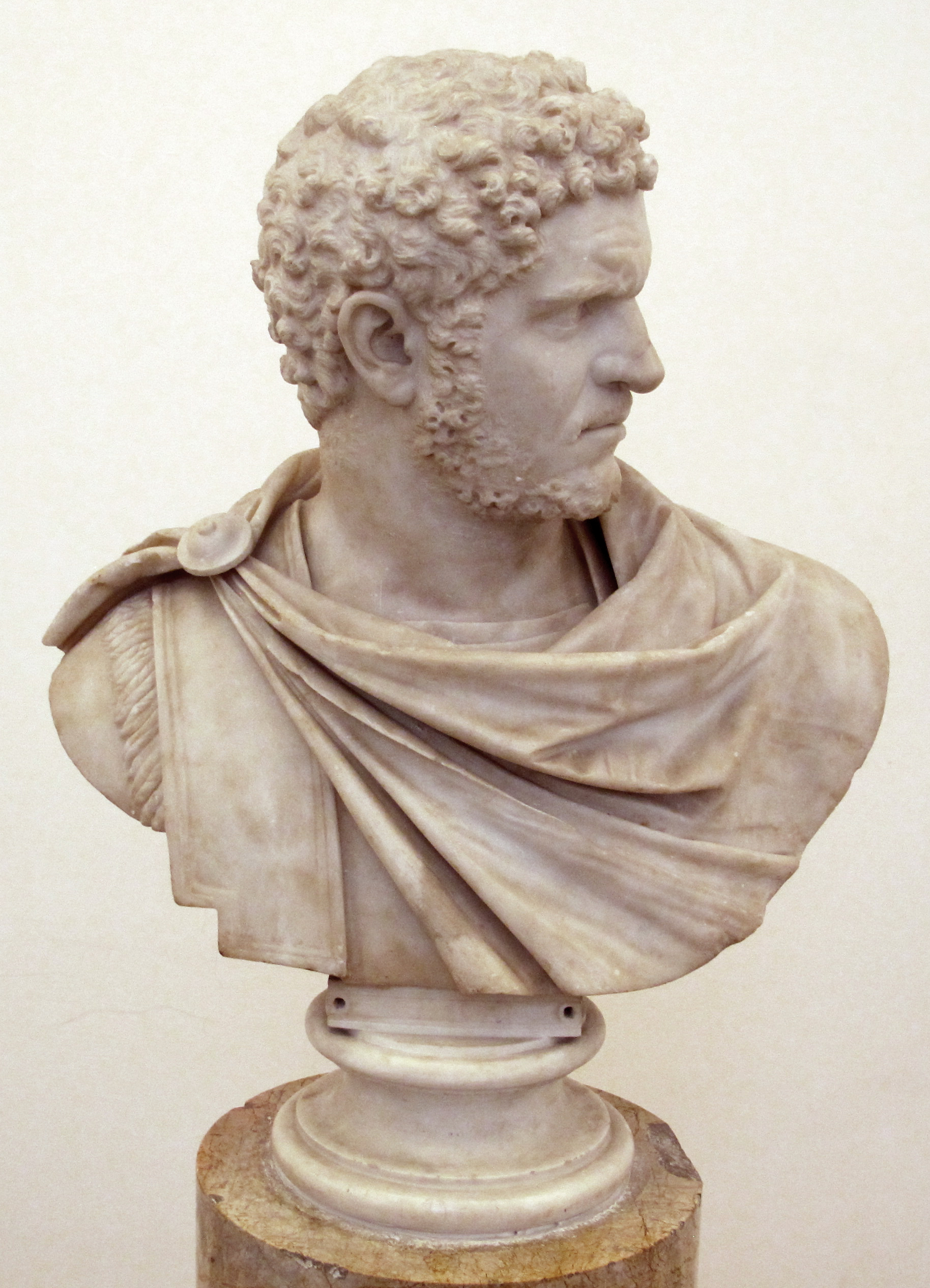
Portret Karakalli ze zbiorów Narodowego Muzeum Archeologicznego w Neapolu

Portret Karakalli – przedstawienie rzeźbiarskie cesarza rzymskiego Karakalli. 

## Opis
Biorąc pod uwagę liczne średniowieczne kopie, portret wykonano niedługo po przejęciu przez Karakallę całkowitej władzy w Cesarstwie Rzymskim, w wyniku zamordowania przez niego współwładcy i brata Gety w 212 roku. Przedstawienie młodego cesarza akcentuje jego rys psychologiczny, inspirowany hellenistycznymi pierwowzorami, ale odtworzony zgodnie z rzymskim kanonem sztuki. Najczęściej kopiowaną wersją jest ta znajdująca się w zbiorach Muzeów Watykańskich. 
Wykonane z marmuru popiersie mierzy 60 centymetrów wysokości. Postument pochodzi z XVIII wieku, ale nie różni się zbytnio od antycznego. Zwrócona w lewo głowa cesarza z gęstymi kręconymi włosami, falistymi bokobrodami i wąsami oraz krótką brodą, wykonana jest z dbałością o detale. Intensywną ekspresję podkreślają niektóre cechy fizjonomiczne Karakalli, takie jak zmarszczone czoło w kształcie litery „V”, głęboko osadzone oczy, podkręcone rzęsy oraz szerokie i zaciśnięte usta. Treść, którą zdaje się sugerować, to intensywna duchowość, typowa dla trzeciego wieku naszej ery, ale także irytująca wyniosłość. 

## Michał Anioł
Portret Karakalli zainspirował Michała Anioła do stworzenia portretu Brutus, znajdującego się w zbiorach Palazzo del Bargello we Florencji.